# Kamienica Józefa Dawidsohna i Hackela Kadyńskiego

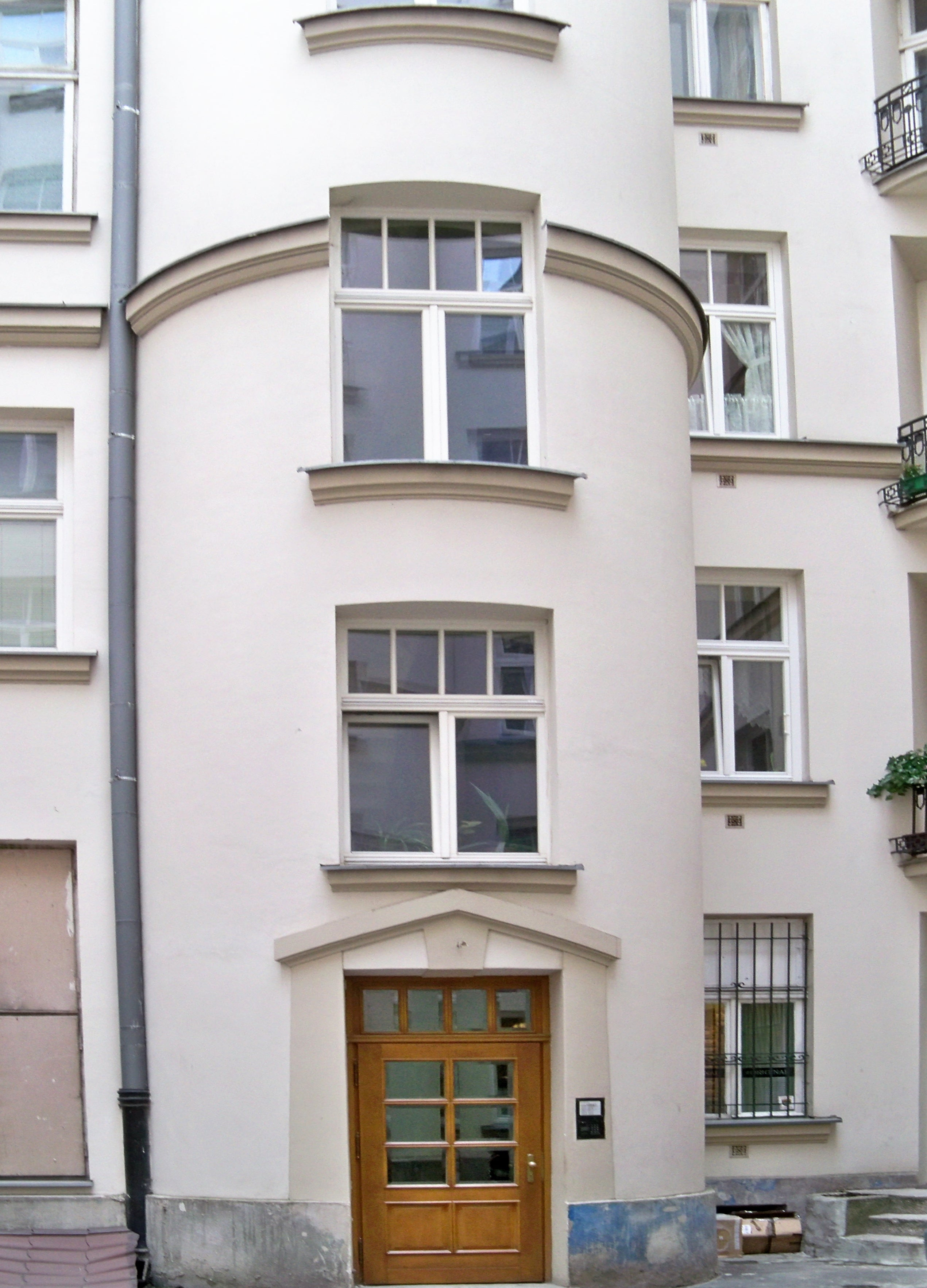
Jedna z oficyn kamienicy widziana z podwórka

Kamienica Józefa Dawidsohna i Hackela Kadyńskiego – modernistyczna kamienica znajdująca się w warszawskiej dzielnicy Śródmieście w Al. Jerozolimskich 49.

## Opis
Kamienica powstała w miejscu dawnego The Monster Roller Skating Rinku, czyli olbrzymiego wrotkowiska znajdującego się w tym miejscu w latach 1910−1912. Została wzniesiona w latach 1913−1914 dla senatora dr. Józefa Dawidsohna i inżyniera Hackela Kadyńskiego. Projektem kamienicy zajął się duet architektów, Józef Napoleon Czerwiński i Wacław Heppen.
Kamienica składa się ze skrzydła frontowego oraz dwóch podwórek w formie tzw. studni. Mieszkania frontowe z oknami wychodzącymi na Aleje Jerozolimskie były przeznaczone dla bogatszych mieszkańców, natomiast lokale w oficynach dla uboższych. Budynek ma siedem pięter, z czego siódme jest ukryte w mansardowym dachu. Parter został przeznaczony na cztery lokale handlowe z dużymi przeszklonymi witrynami, natomiast pierwsze piętro zajęły biura oraz gabinet lekarski. Mimo że budynek uznaje się za modernistyczny, to nawiązuje także do secesji i klasycyzmu, co dobrze widać na przykładzie fasady i przejazdu bramnego, w który zostały wkomponowane kolumny i pilastry w stylu jońskim i doryckim. Zachowała się również oryginalna brama z zakładu ślusarskiego S. Szlechtera z Mokotowa. Na wyłożonych białym marmurem klatkach schodowych zostały zainstalowane zdobione balustrady, a windy wyłożono mahoniowym drewnem. Budynek został też wyposażony w centralne ogrzewanie zasilane z własnej kotłowni. Okna frontowe w formie porte-fenêtre zapewniały dobre doświetlenie mieszkań.
Józef Dawidsohn był jednym z czołowych polskich syjonistów; w 1933 roku wyemigrował do Palestyny, a w kamienicy zamieszkała jego córka Halina.
Budynek nie ucierpiał znacząco podczas II wojny światowej. Ostrzelana została elewacja, jednak wnętrze oraz fasada zachowały się w stanie prawie nienaruszonym. Po wojnie mieszkania zostały podzielone na małe lokale kwaterunkowe. W 1965 roku kamienica została wpisana do rejestru zabytków, a w 2010 roku przeszła remont generalny. W budynku znajdują się 64 apartamenty.